# Jamrozowa Polana

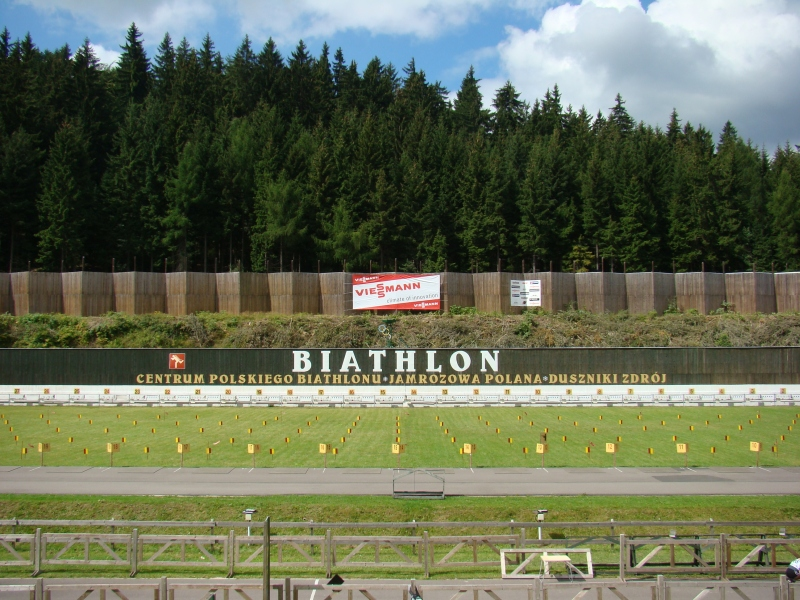
Jamrozowa Polana – strzelnica

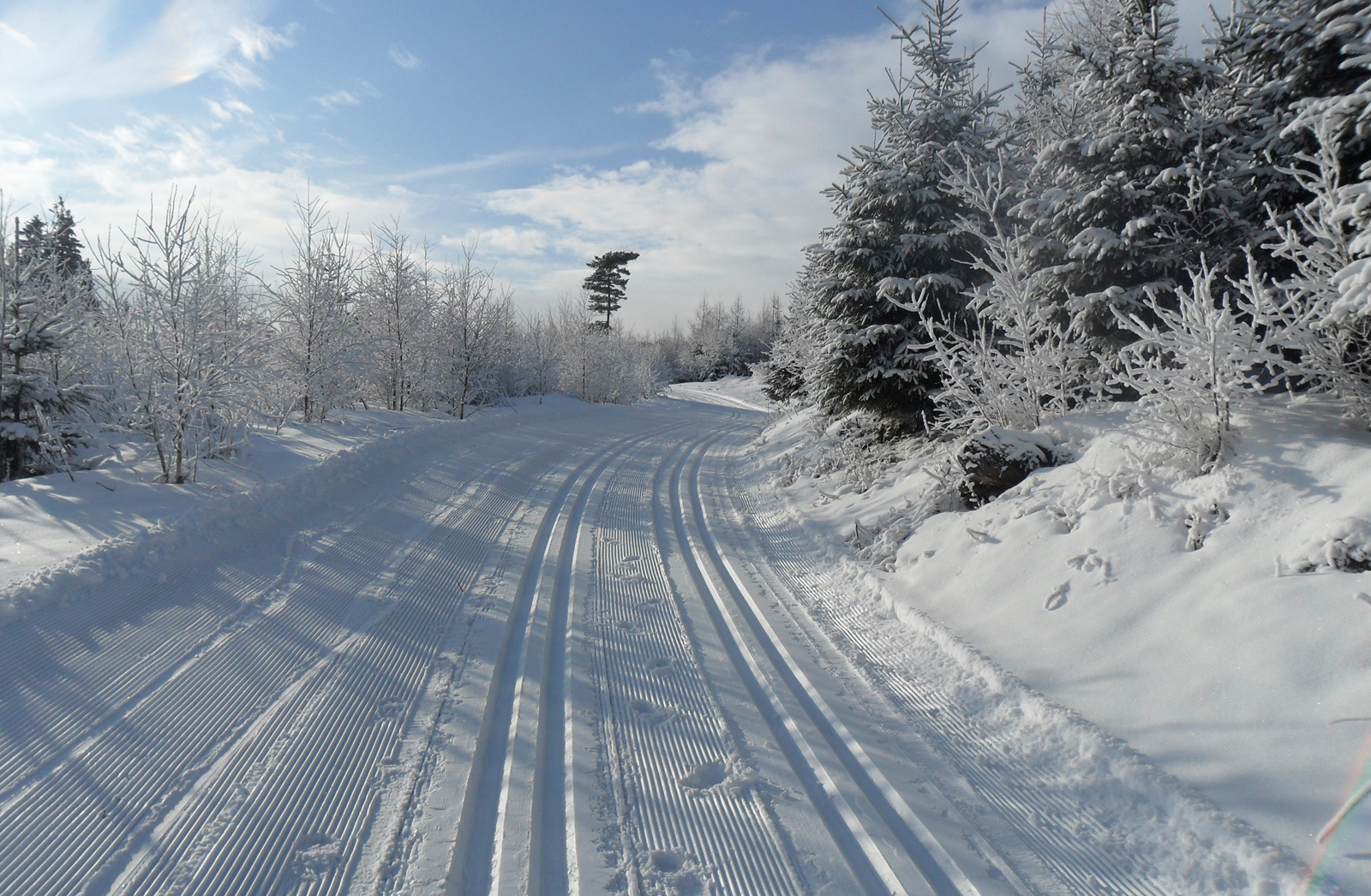
Jamrozowa Polana – narciarska trasa biegowa

Jamrozowa Polana (niem. Hordis Tal, Hain) – rozległa polana położona na Wzgórzach Lewińskich blisko Dusznik-Zdroju, w płytkiej dolinie pomiędzy szczytami Gajowej a Jeleniem, w widłach drogi krajowej nr 8 wiodącej z Wrocławia do Pragi i dalej do Wiednia, przez przełęcz Polskie Wrota. Rozciąga się na południowy zachód od zbocza Gajowej na wysokości 650–675 m n.p.m., wśród lasów świerkowych.

## Historia
Polana administracyjnie należała do wsi Hordis Tal, powstałej w połowie XIX wieku jako kolonia Dusznik-Zdroju. Mieszkańcy utrzymywali się z pracy w kamieniołomie, wapienniku, uprawy roli, hodowli zwierząt oraz dorywczo w Dusznikach. Na przełomie XIX i XX wieku działała tu gospoda „Przy Zielonym Lesie”, usytuowana przy szlaku turystycznym wiodącym ze Zdroju do zamku Homole i dawnej kwatery króla Prus Fryderyka Wilhelma II, który obserwował manewry swoich wojsk w 1776 opodal zamku.
W okresie międzywojennym na terenie Polany istniał tor saneczkowy, bobslejowy oraz skocznia narciarska. Na początku lat 50. XX wieku na polanie od strony miasta została już tylko jedna zagroda zamieszkana przez Antoniego Jamroza, od którego w późniejszych latach przyjęła się nazwa Jamrozowa Polana. W końcu lat 80. XX wieku na Jamrozowej Polanie zbudowano duży, dobrze wyposażony ośrodek narciarstwa klasycznego, biathlonu oraz urządzenia sportowe z zapleczem hotelowo-treningowym. 1300 metrów od Jamrozowej Polany znajduje się przejście graniczne z Czechami, w którym to miejscu łączą się polskie i czeskie narciarskie trasy biegowe. 

## Centrum Polskiego Biathlonu Jamrozowa Polana
Trasy biegowe:
Łączna długość: 16,5 km
W tym asfaltowych: 3,5 km
Strzelnica:
Liczba stanowisk: 28
System: Suomen Biathlon Oy

## Szlaki turystyczne
Przez Jamrozową Polanę przechodzi  szlak turystyczny z Dusznik-Zdroju na Kozią Halę.